# 蒙特塞拉特LGBT權益
蒙特塞拉特的女同性戀者、男同性戀者、雙性戀者、跨性別者（LGBT人士）面臨其他人士未曾面臨的法律挑戰。同性性行為於2001年起在蒙特塞拉特合法，然而同性伴侶仍未受承認。

## 同性性行為法律
2001年，兩名成年人之間私下的同性性行為合法化，但群交和公眾場合性行為仍然違法。同性性行為的最低合法年齡是18歲，比異性性行為的16歲為高。
蒙特塞拉特是英國海外領土，適用《歐洲人權公約》，公約禁止了一切種類的歧視。

## 同性伴侶關係的承認
蒙特塞拉特不承認同性婚姻和民事結合。《蒙特塞拉特憲法》第10條規定婚姻只限於一男一女。

## 反歧視保障
《蒙特塞拉特憲法》第16條和《勞工法》第79條禁止基於性傾向的歧視。

## 社會
蒙特塞拉特沒有為LGBT群體而設的場所，例如同性戀酒吧等。島上社會保守，民眾包容同性伴侶，但不贊成在公眾場合示愛。島上酒店普遍歡迎所有不同性傾向的旅客。